# دروغ آوریل تو
دروغ آوریل تو (به انگلیسی: Your Lie in April) ⁪ (ژاپنی: 四月は君の嘘 هپبورن: Shigatsu wa Kimi no Uso) مجموعه مانگا درام عاشقانه ژاپنی است که توسط نائوشی آراکاوا نوشته و تصویرگری شده‌است و در انواع مختلف رسانه مانند مجموعه تلویزیونی انیمه، فیلم لایو اکشن، لایت ناول و چندین محصول صحنه ای اقتباس شده‌است. این مانگا از آوریل ۲۰۱۱ تا فوریه ۲۰۱۵ در مجله Monthly Shōnen Magazine منتشر شد. داستان دربارهٔ یک پیانیست جوان به نام کوسه آریما است که پس از مرگ مادرش توانایی اجرای پیانو را از دست می‌دهد ولی پس از ملاقات با یک ویولونیست به اسم کائوری میازونو شروع به تغییر می‌کند.
نائوشی آراکاوا ابتدا داستان را در قالب یک کمیک وان شات برای شرکت در یک مسابقه نوشته بود که بعداً مانگا را بر پایه آن کشید. استودیو ای-۱ پیکچرز از این مانگا یک مجموعه تلویزیونی انیمه تولید کرد که از اکتبر ۲۰۱۴ تا مارس ۲۰۱۵ در فوجی تلویژن پخش شد و یک قسمت اووی‌ای در می ۲۰۱۵ منتشر کرد. همچنین یک فیلم لایو اکشن اقتباسی با همین نام در سپتامبر ۲۰۱۶ منتشر شد.
در سال ۲۰۱۳، مانگا دروغ آوریل تو برنده سی و هفتمین جایزه مانگای کودانشا در رده شونن شد. تا ژوئن ۲۰۱۷، دروغ آوریل تو بیش از ۵ میلیون نسخه تیراژ داشت. این اثر نظرات متفاوتی دریافت کرد. چندین منتقد داستان و شخصیت‌های آن را تحسین کردند اما از آرت ورک و جنبه احساسی آن انتقاد کردند. با این حال، اقتباس انیمه تا حد زیادی به دلیل داستان، انیمیشن و موسیقی متن مورد تحسین قرار گرفت.

## داستان
کوسه آریما اعجوبه پیانو چهارده ساله پس از برنده شدن در چندین مسابقه موسیقی به شهرت رسید. هنگامی که مادرش ساکی می‌میرد، کوسه هنگام اجرای یک رسیتال پیانو دچار اختلال روانی می‌شود و باعث می‌شود که نتواند صدای پیانو زدن خودش را بشنود.
دو سال بعد می‌گذرد و کوسه دیگر به پیانو دست نمی‌زند و دنیا را تک رنگ می‌بیند. او در هیچ فعالیتی تمرکز نمی‌کند و اغلب اوقات خود را با دوستانش می‌گذراند. یک روز کوسه با کائوری میازونو، یک ویولونیست جسور، آزاده و چهارده ساله آشنا می‌شود. کائوری به کوسه کمک می‌کند تا به نواختن پیانو بازگردد و به او نشان می‌دهد که سبک نوازندگی او می‌تواند آزاد و نوآورانه باشد. همان‌طور که کائوری به تقویت روحیه کوسه ادامه می‌دهد، بعد از مدتی کوسه متوجه می‌شود که او را دوست دارد اگرچه به نظر می‌رسد که عشق تک طرفه است.